# Кавайон (кантон)
Кавайо́н (фр. Cavaillon) — кантон во Франции, находится в регионе Прованс — Альпы — Лазурный Берег. Департамент кантона — Воклюз. Входит в состав округа Апт. Население кантона на 2006 год составляло 41930 человек.
Код INSEE кантона — 84 11. Всего в кантон Кавайон входят 6 коммун, из них главной коммуной является Кавайон.

## Коммуны кантона
| Коммуна          | Население | Почтовый индекс | Код INSEE |
| ---------------- | --------- | --------------- | --------- |
| Комон-сюр-Дюранс | 4253      | 84510           | 84034     |
| Кавайон          | 24.563    | 84300           | 84035     |
| Шеваль-Блан      | 3524      | 84460           | 84038     |
| Мобек            | 1581      | 84660           | 84071     |
| Робьон           | 3844      | 84440           | 84099     |
| Тайад            | 1792      | 84300           | 84131     |